# Grafschaft Berg (Niederlande)

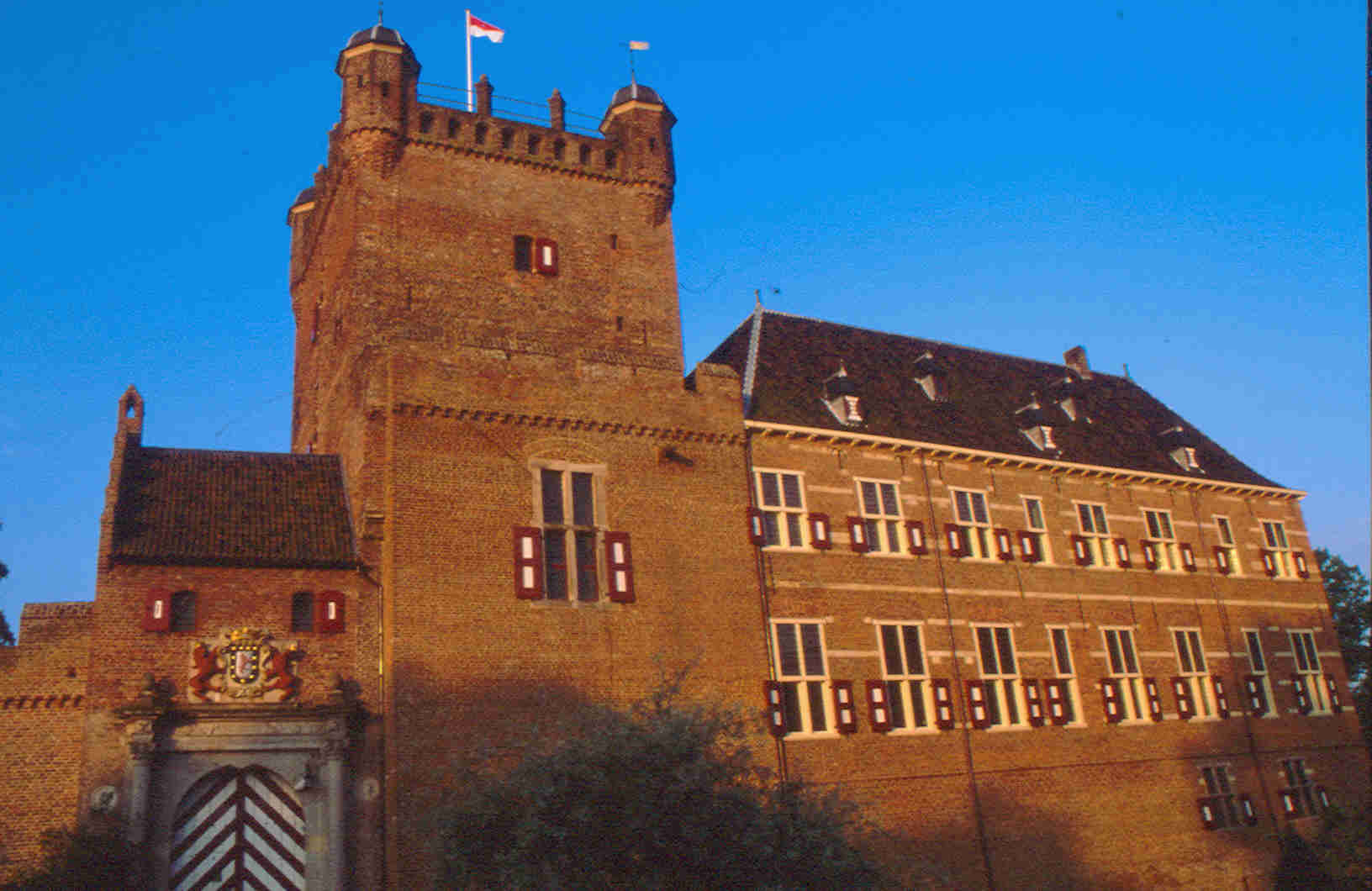
Haus Bergh in ’s-Heerenberg

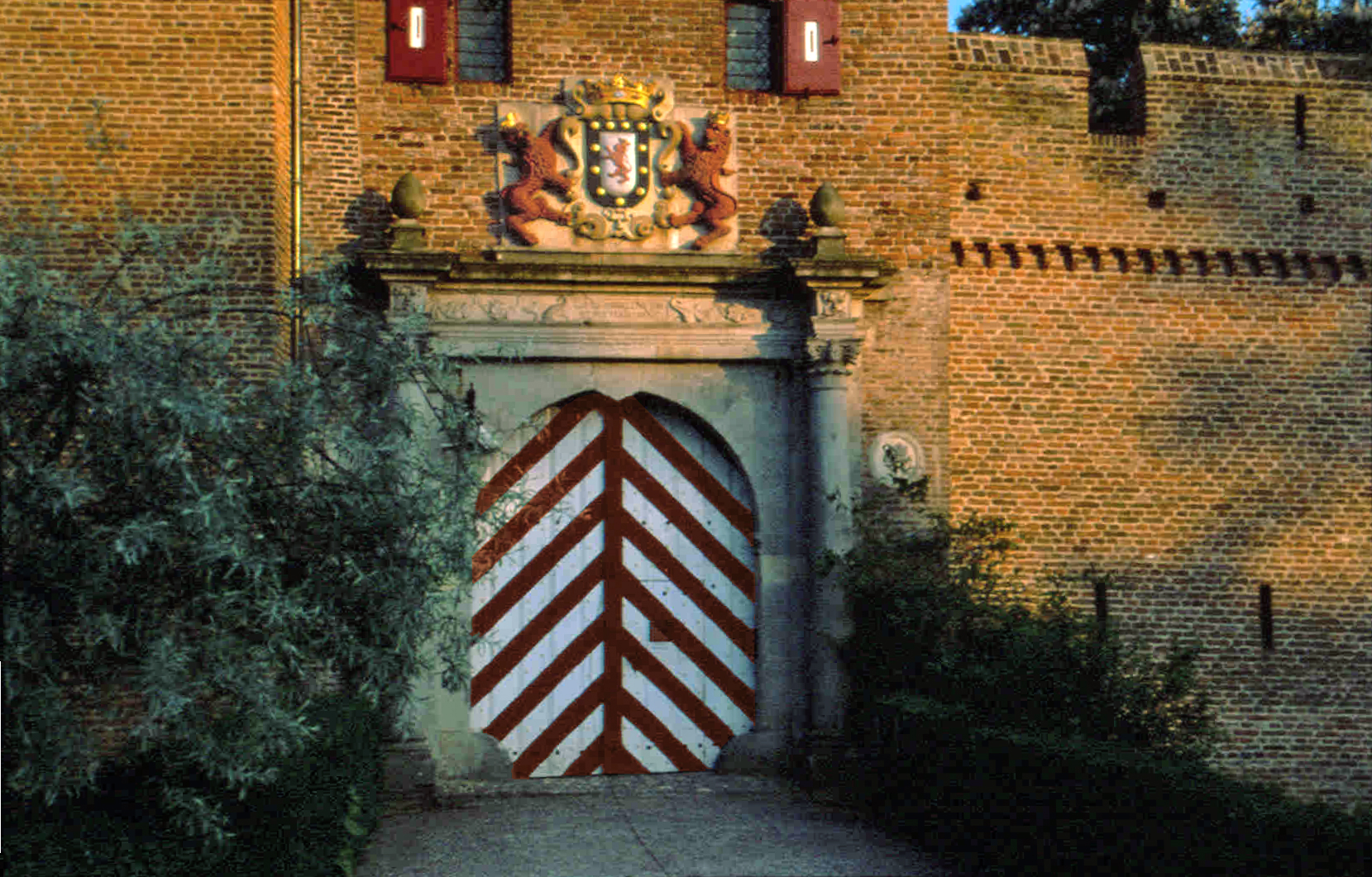
Eingang von Haus Bergh mit dem Bergischen Wappen

Das Land von dem Bergh war eine Bannerherrschaft der Grafschaft Zutphen und ab 1486 als Grafschaft Berg Reichsgrafschaft im Burgundischen Reichskreis mit Stammsitz auf Huis Bergh im heute niederländischen ’s-Heerenberg.

## Geschichte
Berg war eines der vier Bannerherrschaften (Bannerländer) der Grafschaft Zutphen. Außerdem trug Berg den Namen „Bannerij van 's-Heerenberg“. Die weiteren drei Bannerländer waren die Banner von Baer, Bronkhorst und Wisch. Im Wappenbuch des Herzogtums  Geldern kann man unmittelbar entnehmen, dass das Land von dem Berg damals zu den wichtigsten Lehen des Herzogtum zählte. Die Herren von dem Berg besaßen Leihmänner, die dem Land Loyalität und militärische Hilfe leisten mussten.
Das Haus Berg begann im 11. Jahrhundert mit Constantinus I. de Monte, auch Constantinus de Melegarde, dem Sohn Dawt'ouk von Garar. Constantinus wurde 1075 geboren. Außerdem trug Constantinus den Titel „Prinz von Gargar“. Seine Schwester Arda Prinzessin von Gargar war die Ehefrau Balduins I. von Jerusalem. Constaninus stammte vom Fürstentum Gargar ab. Das Fürstentum Gargar befand sich in Südostanatolien und war in der heutigen türkischen Provinz Adıyaman.
’s-Heerenberg bekam am 8. September 1379 durch Wilhelm von dem Bergh das Stadtrecht verliehen. Das Gebiet bekam eine eigene Verwaltung und trennte sich von den äußeren gelegenen Städten. Die getrennten Städten waren weiterhin als Landdrostambt bekannt. Der Landdrost vertrat der den Herrn und diente auch weiterhin in der Stadt als Strafrichter.
Im Jahr 1416 ging das Land über an das Haus von der Leck, einem Zweig der Van Wassenaer. Mit Oswald I. von dem Bergh wurde dem Geschlecht 1486 von Kaiser Friedrich III. der Reichsgrafentitel zuerkannt.
Graf Wilhelm IV. von dem Bergh (1537–1586) wird von dem Kritiker der Hexenverfolgung Johann Weyer (1515/16–1588) als Gegner von Tortur und Anwendung der Todesstrafe gewürdigt. Er wurde 1581 Statthalter von Gelderland und Zutphen innerhalb der neu gegründeten Utrechter Union, aber schon nach wenigen Jahren wegen seiner Kontakte zur spanischen Seite abgesetzt. Er war verheiratet mit Maria von Nassau-Dillenburg (1539–1599), der Schwester Wilhelms von Oranien (1533–1584).
Wilhelms IV. Sohn Hermann von dem Bergh (1586–1611) machte Karriere auf spanischer Seite und wurde 1593 Statthalter von Spanisch Geldern. Seine Schwester Elisabeth von Bergh-s’Heerenberg (1581–1614) war 1605 bis 1614 Fürstäbtissin von Essen von sowie Äbtissin in den Stiften Freckenhorst (seit 1605) und Nottuln (seit 1613). Eine weitere Schwester, Catherina von Bergh-’s-Heerenberg (1578–1640), war verheiratet mit Floris II. Graf zu Culemborg (1577–1639), Herr von Pallandt.
1712 ging die Grafschaft an das Haus Hohenzollern-Berg und 1769 schließlich an das Haus Hohenzollern-Sigmaringen. 1802 endete die Herrschaft Berg im Zuge der Annexion des linken Rheinufers durch Napoleon.

## Adelswappen
Der Hintergrund des Familienwappens ist Silber. Die Farbe Silber entspricht dem adeligen Wappen vom Königreich Jerusalem, das im Jahre 1090 gegründet wurde. Der schwarze Rand soll ein Burgwall darstellen und dieser Rand könnte sich auch auf die Motte Montferland beziehen. Zu den 11 Münzen im schwarzen Rand kann man sagen, dass es sich um Gesandte handelt bzw. auch als Medaillen bekannt sind.
Der rote Löwe in der Mitte wird als „Löwe der Kehle“ bezeichnet, weil es sich auf Kılıç Arslan I., den seldschukischen Sultan von Rum bezieht. Die Gemeinde Montferland hielt sich an neun Gesandte, weil die Zahl neun sich auf das älteste Siegel der Familie Bergh von 1207 bezieht. Im weiteren Verlauf wurde das Wappen in dieser Form durch königlichen Erlass nach Bewertung durch den Obersten Adelsrat bestimmt.